# Relations entre la Roumanie et la Turquie
 (septembre 2022).
Si vous disposez d'ouvrages ou d'articles de référence ou si vous connaissez des sites web de qualité traitant du thème abordé ici, merci de compléter l'article en donnant les références utiles à sa vérifiabilité et en les liant à la section « Notes et références ».

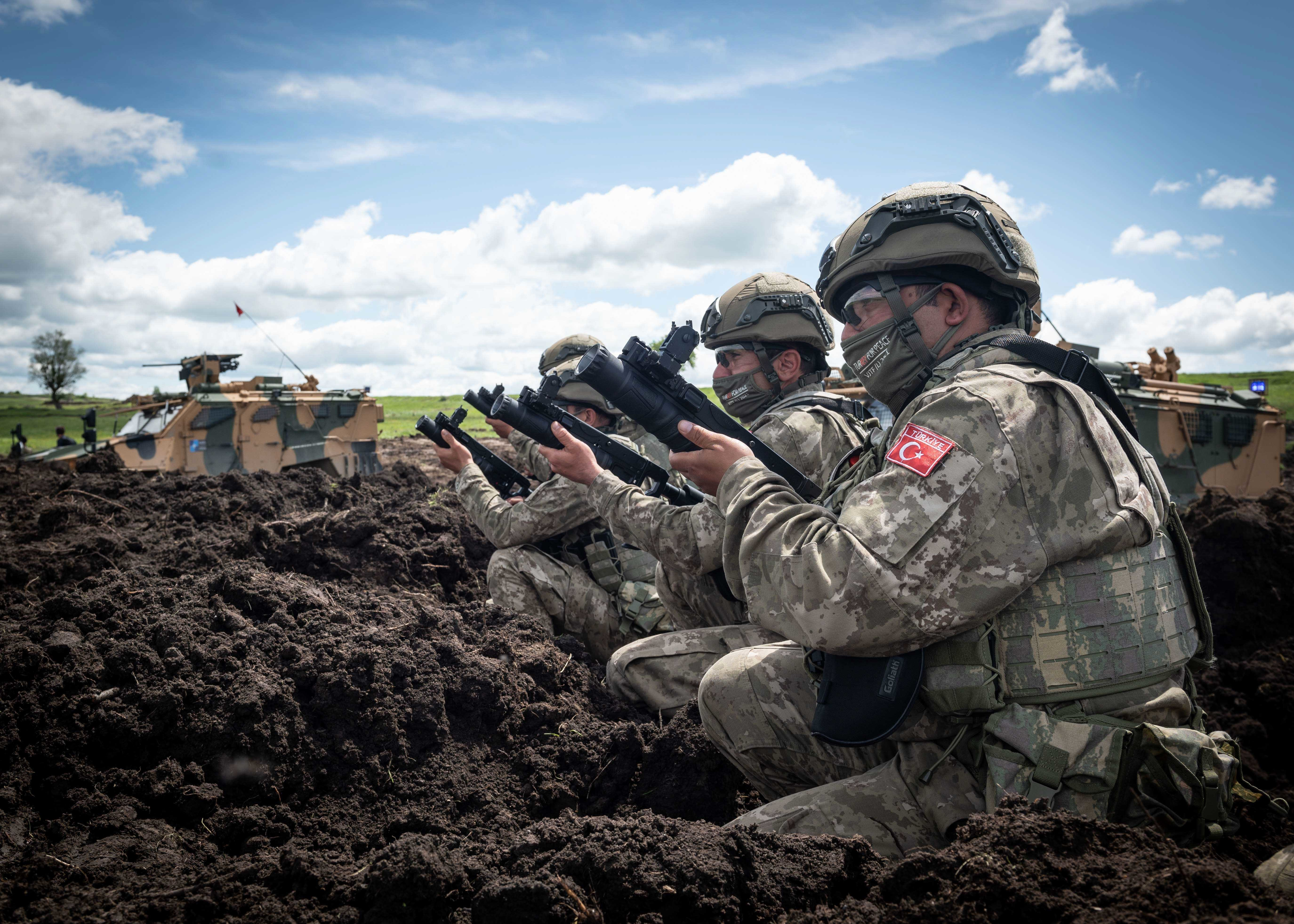
Soldat turc en exercice militaire dans le cadre de l’OTAN en Roumanie.

Les relations roumano-turques sont les relations étrangères entre la Roumanie et la Turquie. Les deux pays entretiennent des relations historiques, géographiques et culturelles de longue date. La Roumanie a une ambassade à Ankara et deux consulats généraux à Istanbul et à Izmir. La Roumanie a également quatre consulats honoraires en Turquie à İskenderun, Edirne, Trabzon et Eskişehir. La Roumanie a également un institut culturel L'Institut Culturel Roumain "Dimitrie Cantemir". La Turquie a une ambassade à Bucarest et un consulat général à Constanţa. La Turquie a également deux consulats honoraires à Cluj-Napoca et Iași. Les deux pays sont membres à part entière de l'OTAN, de la BLACKSEAFOR et de la BSEC.

## Visites de haut niveau
- Le président Ahmet Necdet Sezer s'est rendu en Roumanie du 8 au 9 juillet 2004.
- Le président Traian Băsescu s'est rendu en Turquie du 28 au 29 septembre 2005.
- Le Premier ministre Recep Tayyip Erdoğan s'est rendu en Roumanie du 24 au 26 octobre 2007.
- Le Premier ministre Călin Popescu-Tăriceanu s'est rendu en Turquie du 1er au 2 février 2006.
- Le ministre des Affaires étrangères Lazăr Comănescu s'est rendu en Turquie les 19 avril et 20 novembre 2003.
- Le chef du Parlement, Bogdan Olteanu, s'est rendu en Turquie du 7 au 9 novembre 2007.
- Le président du Parlement, Koksal Toptan, s'est rendu en Roumanie du 27 novembre au 30 mai 2008.

## Diplomatie

### Roumanie
- Ankara - Ambassade
- Istanbul - Consulat général
- Izmir - Consulat général

### Turquie
- Bucarest - Ambassade
- Constanța - Consultat général